# Galumna chujoi
Galumna chujoi är en kvalsterart som beskrevs av Aoki 1966. Galumna chujoi ingår i släktet Galumna och familjen Galumnidae. Inga underarter finns listade i Catalogue of Life.